# Annette Heick
Annette Heick, född 12 november 1971, är en dansk programledare, journalist, röstskådespelare och sångare. Hon är dotter till artisterna Keld och Hilda Heick.
Efter studentexamen började Heick studera franska på Köpenhamns universitet, men gick snabbt över till en utbildning för fastighetsmäklare (1991-1993). Hon började arbeta som journalist för tabloidtidningen B.T. 1987 och gick sedan över till veckotidningen Se og Hør, där hon arbetade till 1996. Hon har även varit skribent på Ekstra Bladet (2001-2002) och arbetat som programledare på DR, TV 2 och TV Danmark. Hon gjorde stor succé på Det Ny Teater 2011 i musikalen Wicked.
Som sångare fick hon sin första hit 1988 med låten Du skælder mig hele tiden ud tillsammans med Tommy Seebach. Därefter har hon deltagit i Dansk Melodi Grand Prix. Första gången var 1991 i en duett med Egil Eldøen, där deras låt Du er musikken i mit liv hamnade på en fjärdeplats (av tio bidrag). Nästa gång var 2007 där hon med låten Copenhagen Airport hamnade på en sjundeplats (av tio bidrag) i den stora finalen. Hennes debutalbum, Right Time, gavs ut 2005.
Heick har medverkat som röstskådespelare i flera Disneyfilmer. Hon debuterade i Lady och Lufsen II: Ludde på äventyr (1998), där hon gav röst åt Angel. Därefter har hon medverkat i Ett småkryps liv (1998), Toy Story II (1999), Askungen II: Drömmen blir till verklighet (2001), Hos Musse (2001-2003), Bilar (2006) och Bilar 2 (2011). Dessutom har hon medverkat i Lloyd i rymden, Kim Possible, Svampbob Fyrkant och Olsen-banden på de bonede gulve.